# Пискухові
Пискухові, або земляні зайці (Ochotonidae) — родина зайцеподібних гризунів. Хоча історичний ареал пискухових включає Північну Африку та Європу, нині представники родини живуть лише в Азії й на заході Північної Америки; найбільше видів проживає в Китаї.

## Склад родини

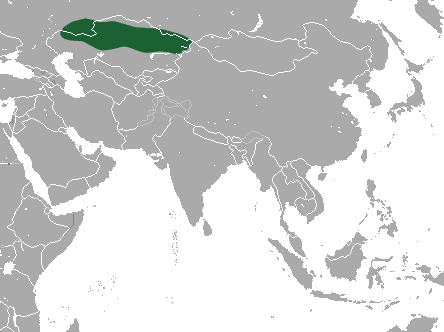
Сучасний ареал пискухи степової

- рід Пискуха (Ochotona) — типовий та єдиний сучасний рід пискухових.

До цієї родини належить пискуха степова, або земляний заєць (Ochotona pusilla), яка в історичні часи мешкала в Україні (на Полтавщині — до середини 18 ст.).

## Палеобіологія
Згідно з базою даних палеобіології склад родини такий:
- Alloptox †
- Amphilagus †
- Bellatona †
- Cuyamalagus †
- Desmatolagus † (syn. Procaprolagus)
- Gripholagomys †
- Hesperolagomys †
- Kenyalagomys †
- Lagopsis †
- Ochotona
- Ochotonoides †
- Ochotonoma †
- Oklahomalagus †
- Oreolagus †
- Piezodus †
- Prolagus †
- Russellagus †
- Sinolagomys †
- Titanomys †